# قرار مجلس الأمن التابع للأمم المتحدة رقم 318
قرار مجلس الأمن التابع للأمم المتحدة رقم 318، المعتمد في 28 يوليو 1972، بعد إعادة تأكيد القرارات السابقة حول الموضوع، وافق المجلس على توصيات اللجنة المنشأة بموجب القرار 253. ثم أدان المجلس جميع الأفعال التي تنتهك أحكام القرارات السابقة، ودعا جميع الدول التي لا تزال تقيم علاقات اقتصادية وعلاقات أخرى مع روديسيا الجنوبية إلى التوقف فوراً، وطالب جميع الدول الأعضاء بتنفيذ التزاماتها بدقة بموجب القرارات السابقة. ثم طلب القرار من الأمين العام تقديم كل المساعدة المناسبة للجنة المنشأة بموجب القرار 253.
تم تمرير القرار بأغلبية 14 صوتًا مع امتناع الولايات المتحدة.